# Volker Claus

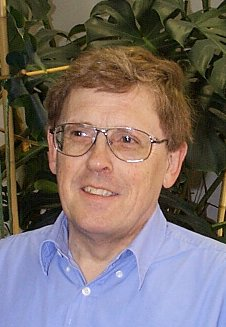
Volker Claus, 2006

Volker Claus (* 22. Juni 1944 bei Berlin) ist ein deutscher Informatiker und ehemaliger Hochschullehrer.

## Biographie
Nach dem Abitur 1963 an der Hindenburgschule (jetzt Herbartgymnasium) in Oldenburg i.O studierte Claus an der Universität des Saarlandes in Saarbrücken Chemie, Physik und Mathematik und schloss 1967 als Diplom-Mathematiker ab. Er war Wissenschaftlicher Mitarbeiter am Institut für Angewandte Mathematik (am Lehrstuhl von Günter Hotz) und wurde 1970 mit dem Thema Ebene Realisierungen von Schaltkreisen zum Dr. rer. nat. promoviert. 1971 wurde er in den Vorstandsrat der Gesellschaft für Angewandte Mathematik und Mechanik gewählt. 1972 wurde er während des laufenden Habilitationsverfahrens an die Universität Dortmund berufen und begründete dort die Fakultät für Informatik (später Lehrstuhl Informatik II). Er war damals der jüngste ordentliche Professor für Informatik in Deutschland und wohnte in Nordkirchen. 1985 wechselte er an die Universität Oldenburg und begründete 1987 die dortige Fakultät für Informatik. 1991 war er Mitbegründer des OFFIS – Institut für Informatik in Oldenburg. Von 1992 bis zu seiner Pensionierung 2009 war Volker Claus Leiter des Lehrstuhls „Formale Konzepte“ am Institut für Formale Methoden der Informatik an der  Universität Stuttgart.
Claus wissenschaftlicher Schwerpunkt war zunächst die Theoretische Informatik, z. B. zu den Themen Entscheidbarkeit, Formale Sprachen und Graph-Grammatiken. Später arbeitete er anwendungsorientierter im Bereich Graphentheorie und -algorithmen, Evolutionäre Algorithmen und Modellierung von Verkehrsproblemen.
Sein besonderes Interesse lag in der Informatikausbildung in Schule, Studium und Beruf. Er war Initiator des Bundeswettbewerbs Informatik. Von 2003 bis 2005 war er Vorsitzender des Fakultätentages Informatik.

## Ehrungen
- Landeslehrpreis Baden-Württemberg (1996)
- Ehrenmitglied des OFFIS (1996)
- Fellow der Gesellschaft für Informatik[3]  (2002)
- Ehrendoktorwürde der Universität Koblenz-Landau[4]  (2003)
- Ehrenmitglied des Informatik - Forum Stuttgart e.V. (2006)
- Ehrenmitglied der Alumni Informatik der TU Dortmund (2006)[5]
- Universitätsmedaille der Universität Oldenburg[6] (2009)
- Goldene Ehrennadel der Technischen Universität Dortmund[7] (2013)

## Veröffentlichungen (Auszug)
- Stochastische Automaten (1971)
- Einführung in die Informatik (1975)
- Duden Informatik (1988, mehrere Auflagen)
- Informatik und Ausbildung : GI-Fachtagung 98 Informatik und Ausbildung (1998)